# Milton Sills
Milton George Gustavus Sills (12 de janeiro de 1882 - 15 de setembro de 1930) foi um ator de teatro e de cinema estadunidense da era do cinema mudo, que atuou em 86 filmes entre 1914 e 1930. Além do cinema, Sills atuou no teatro desde 1906, e em várias peças da Broadway entre 1909 e 1916. Milton Sills foi, porém, uma inusitada mistura de ator e acadêmico, tendo se tornado, anteriormente, pesquisador e professor de filosofia na Universidade de Chicago.

## Biografia
Sills nasceu em Chicago, Illinois, em uma família rica. Era filho de William Henry Sills, um bem sucedido comerciante de minérios, e de Josephine Antoinette Troost Sills, a herdeira de um próspero banco familiar. Ao completar o ensino médio, foi oferecida a Sills uma bolsa de um ano para a Universidade de Chicago, onde estudou psicologia e filosofia. Depois de se formar, foi-lhe oferecida uma posição na Universidade como pesquisador, e dentro de alguns anos trabalhou seu caminho para se tornar um professor universitário.
Em 1905, o ator de teatro Donald Robertson visitou a escola para uma leitura sobre o dramaturgo Henrik Ibsen, e sugeriu a Sills que tentasse a atuação teatral. Por um capricho, Sills concordou e deixou sua carreira de ensino de prestígio para embarcar em uma temporada na atuação. Sills entrou para a companhia teatral de Robertson e excursionou pelo país.
Em 1908, enquanto Sills estava atuando em Nova Iorque, ganhou elogios da crítica de alguns notáveis produtores teatrais da Broadway, como David Belasco e Charles Frohman. Nesse mesmo ano ele fez sua estréia na Broadway com a peça This Woman and This Man, que foi um sucesso imediato de público e crítica. De 1908 a 1914, Sills apareceu em cerca de uma dúzia de espetáculos, tornando-se um favorito do público e atingindo a fama.

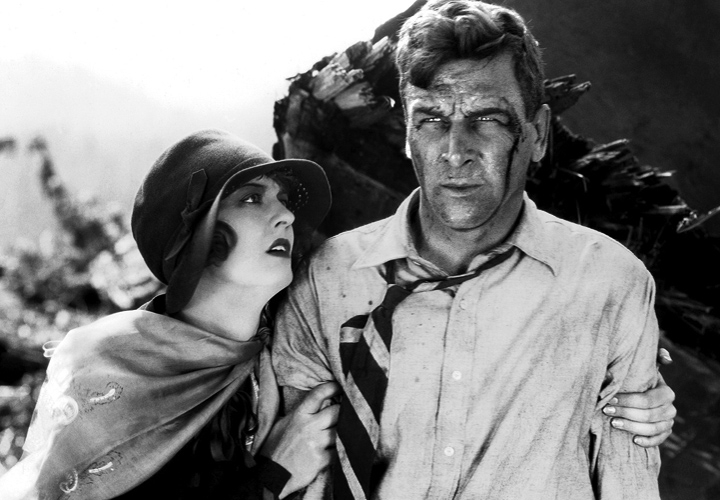
Milton Sills contracenando com a esposa Doris Kenyon, em The Valley of the Giants (1927)

Em 1914, Sills decidiu iniciar a carreira cinematográfica. Estreou nesse ano com o filme The Pit, pela World Film Company e assinou contrato com o produtor William A. Brady. O filme fez sucesso, e Sills fez mais três filmes pela companhia, incluindo The Deep Purple, ao lado de Clara Kimball Young. Pelo final dos anos 1910, Sills tinha alcançado o status de líder masculino e separou-se da World Film, tomando o caminho então incomum de freelancing como ator.
Nos anos 1920, Sills cresceu em sua carreira cinematográfica e trabalhou em estúdios como a MGM, Paramount Pictures e Pathé Exchange. Atuou ao lado das maiores estrelas da época, como Geraldine Farrar, Gloria Swanson e Viola Dana. Seu grande sucesso comercial e de público foi o filme atualmente perdido Flaming Youth (1923), ao lado de Colleen Moore, além do filme The Sea Hawk (1924).

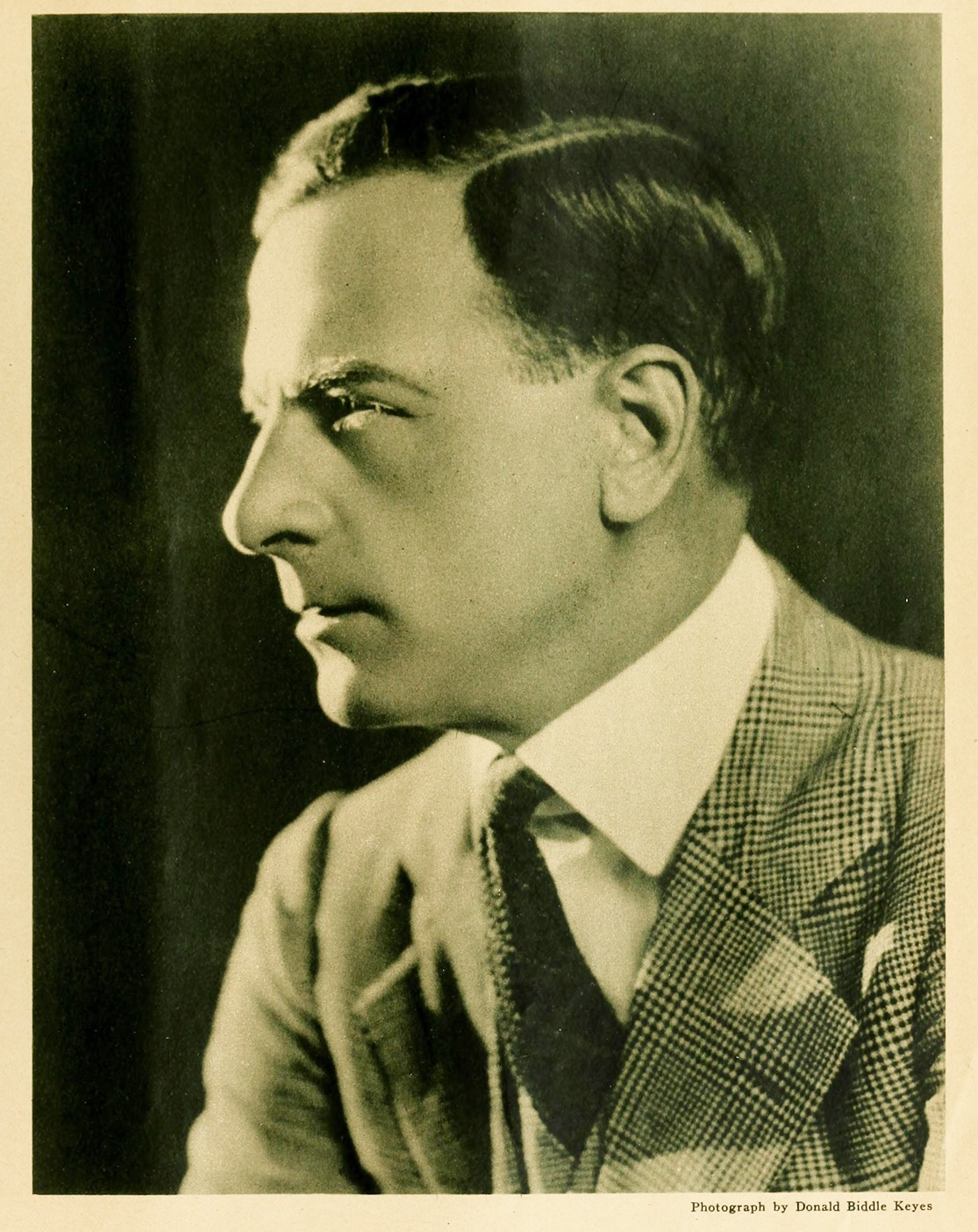
Milton Sills em 1921

Em 11 de maio de 1927, Sills teve a distinção de estar entre os originais 36 indivíduos na indústria cinematográfica que fundaram a Academy of Motion Picture Arts e Sciences (AMPAS), uma organização profissional honorária dedicada ao avanço das artes e ciências cinematográficas. Outros elementos icluiam: Mary Pickford, Richard Barthelmess, Jack Holt, Conrad Nagel, Douglas Fairbanks e Harold Lloyd.
O último trabalho de Sills não foi o filme The Sea Wolf (1930), mas um livro publicado postumamente, em 1932, Values: A Philosophy of Human Needs - Six Dialogues on Subjects from Reality to Immortality - co-editado por Ernest Holmes.

## Vida familiar

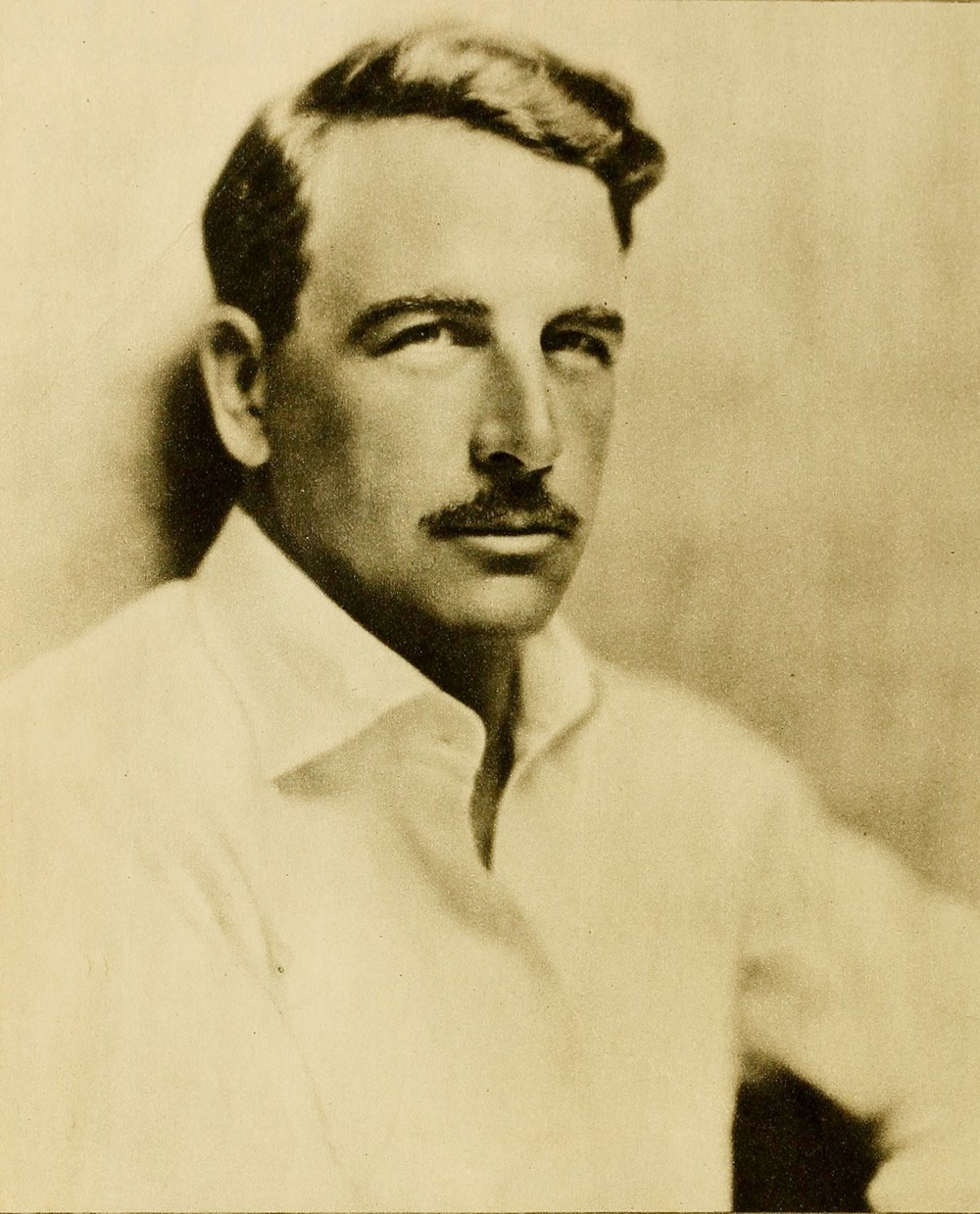
Milton Sills com Bigode.

Em 1910, Sills casou com a atriz teatral Gladys Edith Wynne, uma sobrinha de Edith Wynne Matthison. Tiveram uma filha, Dorothy Sills, e se divorciaram em 1925. Em 1926, Sills voltou a casar, com a atriz de cinema mudo Doris Kenyon. O casal teve o filho Kenyon Clarence Sills, nascido em 1927.

## Morte
Sills atuou em dois filmes sonorous, mostrando excelente voz, mas morreu de um infarto em 1930, enquanto estava jogando tennis com sua esposa, em sua casa em Santa Bárbara, Califórnia, aos 48 anos de idade. Foi sepultado no Rosehill Cemetery, em Chicago. Em dezembro de 1930, a revista Photoplay publicou um poema encontrado entre seus pertences. O poema foi escrito por ele para sua esposa, Doris Kenyon:
O único filho de Sills, Kenyon Sills (1927-1971), também morreu cedo, aos 43 anos, antes de sua mãe, Doris Kenyon.

## Homenagem
Por sua contribuição para a indústria cinematográfica, Milton Sills tem uma estrela na Calçada da Fama, no 6263 Hollywood Blvd. em Hollywood, Califórnia.

## Filmografia parcial

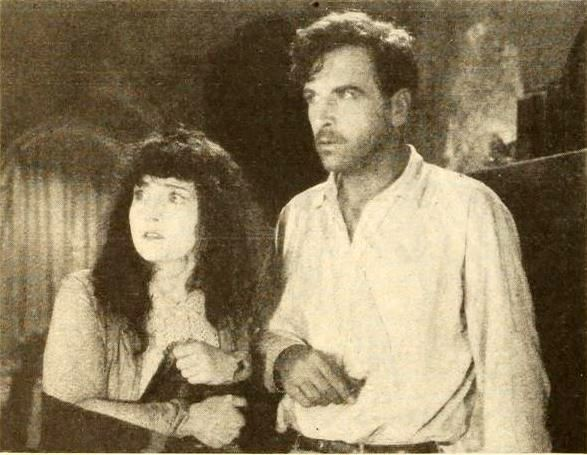
At the End of the World (1921), com Betty Compson e Milton Sills

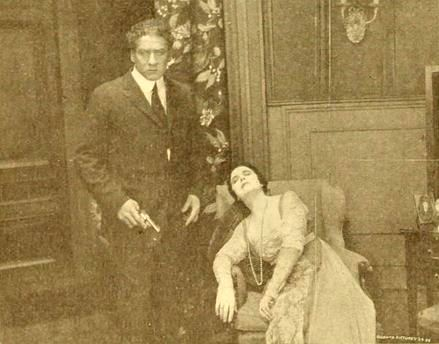
Shadows (1919), com Milton Sills e Geraldine Farrar.

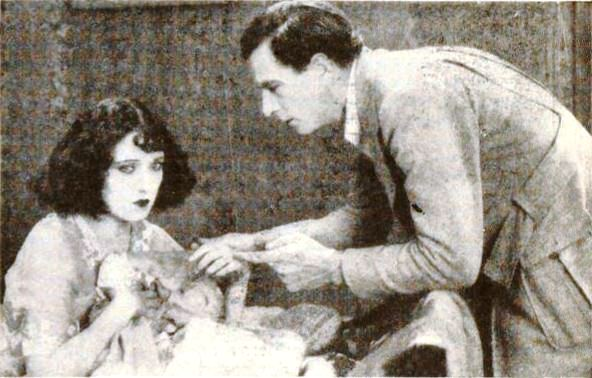
The Great Moment (1921), com Gloria Swanson e Milton Sills

- The Pit (1914)
- The Deep Purple (1915)
- Patria (1917)
- The Hell Cat (1918)
- Shadows (1919)
- Eyes of Youth (1919)
- What Every Woman Learns (1919)
- Behold My Wife! (1920)
- At the End of the World (1921)
- The Great Moment (1921)
- Miss Lulu Bett (1921)
- A Trip to Paramountown (1922)
- The Isle of Lost Ships (1923)
- The Spoilers (1923)
- Adam's Rib (1923)
- Flaming Youth (1923)
- The Sea Hawk (1924)
- Single Wives (1924)
- As Man Desires (1925)
- Madonna of the Streets (1925)[9]
- Paradise (1926)
- The Sea Tiger (1927)
- The Valley of the Giants (1927)
- The Hawk's Nest (1928)
- The Barker (1928)[10]
- Love and the Devil (1929)
- The Sea Wolf (1930)